# Karl Anderson
Chad Allegra (Asheville, 20 januari 1980), beter bekend als Karl Anderson, is een Amerikaans professioneel worstelaar die sinds 2020 actief is in Impact Wrestling. Anderson is best bekend van zijn tijd bij World Wrestling Entertainment, New Japan Pro Wrestling (NJPW), Pro Wrestling Noah (NOAH) en Pro Wrestling Guerrila (PWG). Hij kwam tevens ook kort uit voor All Elite Wrestling (AEW) door een samenwerking met Impact Wrestling.
Anderson kreeg bekendheid in Japan. Hij kwam uit voor New Japan Pro Wrestling en Pro Wrestling NOAH. Hij maakte deel uit van verschillende tag teams. Anderson is een 4-voudig IWGP Tag Team Champions, waarvan een keer met Giant Bernard en drie keer met Doc Gallows. Tevens is hij een voormalige GHC Tag Team Champion met Bernard en 3-voudig winnaar van NJPW's Top Tag Team-toernooi, de G1/World Tag League, nadat hij het in 2009 won met Bernard, in 2012 met Hirooki Goto en in 2013 met Doc Gallows.
In 2016 ondertekende hij een contract met WWE, samen met Doc Gallows, AJ Styles en Shinsuke Nakamura. Anderson, samen met Gallows, bekwamen 2-voudig WWE Raw Tag Team Champion. Op 15 april 2020, werden ze vrijgegeven van hun contract door WWE. In juli van dat jaar debuteerde zij bij Impact Wrestling en bekwamen 3-voudig Impact World Tag Team Champion.

## Andere media
Allegra maakte zijn videogamedebuut in WWE 2K17 als Karl Anderson naast tag-teampartner Luke Gallows als DLC. Hij verschijnt ook in WWE 2K18, WWE 2K19, WWE 2K20 en WWE 2K Battlegrounds als een speelbaar personage.

## Prestaties
- Appalachian Wrestling Federation
  - AFW Tag Team Championship (1 keer) - met Jay Donaldson
- Empire Wrestling Federation
  - EWF American Championship (1 keer)[8]
- Impact Wrestling
  - Impact World Tag Team Championship (3 keer) – met Doc Gallows[8]
  - Impact Year End Awards (3 keer)
    - Finishing Move of the Year (2020) – Magic Killer (met Doc Gallows)
    - Moment of the Year (2020) – Debuut bij Impact Wrestling bij het evenement Slammiversary
    - Tag Team of the Year (2021) – metw Doc Gallows
- Lariato Pro Wrestling
  - Lariato Pro Tag Team Championship (1 keer) – met Doc Gallows[8]
- National Wrestling Alliance
  - NWA World Tag Team Championship (1 keer) – met Joey Ryan[8]
- NWA Midwest
  - NWA Heartland States Heavyweight Championship (1 keer)[8]
- NWA United Kingdom
  - NWA British Commonwealth Heavyweight Championship (1 keer)[8]
- New Japan Pro Wrestling
  - IWGP Tag Team Championship (4 keer) – 1x met Giant Bernard en 3x met Doc Gallows[8]
  - NEVER Openweight Championship (1 keer)[8]
  - G1 Tag League (2009) – met Giant Bernard[4]
  - World Tag League (2012) – met Hirooki Goto[4]
  - World Tag League (2013) – met Doc Gallows[4]
  - NJPW Strong Tag Team Turbulence Tournament (2021) – met Doc Gallows[4]
- Nikkan Sports
  - Best Tag Team Award (2011) met Giant Bernard
  - Outstanding Performance Award (2012)
- Northern Wrestling Federation
  - NWF Heavyweight Championship (2 keer)
  - NWF Tri-State Championship (1 keer)
- Pro Wrestling Illustrated
  - Gerangschikt op #64 van de top 500 singles worstelaars in de PWI 500 in 2012[9]
- Pro Wrestling Noah
  - GHC Tag Team Championship (1 keer) – met Giant Bernard[8]
- Stampede Wrestling
  - Stampede British Commonwealth Heavyweight Championship (1 keer)
- Wrestling Observer Newsletter
  - Tag Team of the Year (2011) – met Giant Bernard
- WWE
  - WWE Raw Tag Team Championship (2 keer) – met Luke Gallows[8]
  - WWE Tag Team World Cup (2019) – met Luke Gallows
- Andere titels
  - Talk 'N Shop A Mania 24/7 Championship (1 keer)